# الفتح الإسلامي لصقلية
الفَتْحُ الإسْلَامِيُّ لِصِقلِّيَةَ أو الغَزْوُ الإسْلَامِيُّ لِصِقلِّيَةَ تعرضت صقلية لغزو المسلمين زمن الخليفة عثمان بن عفان عام 31هـ/ 652م، ولكنه لم يدم طويلا وتركوها. ثم تم فتح قرطاج مما مكن المسلمين من بناء اسطول قوي وعمل قاعدة بحرية دائمة تجعلهم يتحكمون بالطرق البحرية.
في عام 80هـ/ 700م دخل العرب جزيرة قوصرة (بانتلريا حاليا Pantelleria)، وقد كان مايحدث من غارات الأساطيل الإسلامية على صقلية حتى النصف الأول من القرن الثامن، لم يؤد إلا إلى الحصول على بعض الغنائم، فلم يستقر المسلمون بهذه الجزيرة بعد. فقد غزاها عبد الله بن قيس الفزاري من قبل معاوية بن حديج والي أفريقيا من قبل معاوية، ثم غزاها عطاء بن رافع الهذلي عام 82 هـ ثم محمد بن ادريس الأنصاري أيام يزيد بن عبد الملك فغنم منها غنائم كثيرة ثم عاد، ثم غزاها بشر بن صفوان الكلبي والي أفريقيا أيام هشام بن عبد الملك عام 109هـ/737م ثم غزاها القائد أبو عمران الهذلي فغنم وسلم. ثم حاول عبيد الله بن الحبحاب الفهري والي أفريقية إرسال قائد جيوشه حبيب بن أبي عبيدة القيام بهجوم شامل على صقلية وذلك عام 122هـ/ 740م، فاستولى على سراقوسة على الساحل الشرقي للجزيرة، ولكن بسبب الفتن الداخلية فقد حالت دون اكمال محاولة غزو صقلية. وتهيأ للبيزنطيين الفرصة لتحصين الجزيرة واعداد اسطول لحمايتها، فلم تتعرض الجزيرة لهجمات المسلمين فترة تزيد عن 50 عاما، ولكن صارت هناك اتفاقيات تجارية ما بين المسلمين والبيزنطيين والسماح لهم باستخدام الموانئ الصقلية.
دخل أسد بن الفرات مرسى مزارا بجنوب غرب صقلية يوم الثلاثاء 18 ربيع الأول 212هـ / 17 يونيو 827م بعشرة آلاف راجل وتسعمائة فارس وقيل سبعمئة فارس ومئة سفينة. وحاصر سرقوسة طوال شتاء 827-828م وحتى الصيف. وعانى المسلمون من نقص الغذاء والمرض الذي فتك بأسد بن الفرات مما دفعهم للانسحاب، وقد استغرق احتلال الجزيرة بالكامل وقتاً طويلاً بسبب مقاومة الأهالي والنزاعات الداخلية، ثم سقطت تورينو عام 289هـ/ 902م ولم يكتمل احتلال كامل الجزيرة إلا عام 965م.
عقد إبراهيم الأغلبي هدنة ومعاهدة مع حاكم صقلية المسمى قسطنطين مدتها عشر سنوات وذلك عام 189هـ/805م، ولم يطل أمر هذه المعاهدة بسبب مخالفة ونقض البيزنطيين الصقليين لأهم بنودها، ألا وهو رد الأسرى المسلمين إلى ديارهم، فأرسل الأغالبة عام 197هـ/812م أسطولاً هاجم بعض الجزر التابعة لصقلية، وأرسل الإمبراطور البيزنطي أسطولاً من المدن الإيطالية الساحلية غير أن المسلمين استطاعوا أن يهزموا الأسطول البيزنطي وغنموا بعض سفنه. عاود البيزنطيون الكرَّة، فأرسلوا أسطولاً جديداً، فانتصروا على الأسطول الإسلامي، مما أدى إلى تجديد الهدنة مرة أخرى ما بين أبو العباس عبد الله بن الأغلب وبين جريجوري بطريق صقلية (الحاكم) عام 198هـ/ 813م لمدة عشر سنوات أخرى، ولكن أمدها لم يطل، فقد أرسل زيادة الله الأغلبي -ثالث حكام الأغالبة في أفريقية- أسطولاً لفتح صقلية بقيادة ابن عمه، فلم يفلح في فتحها، ولكنه استطاع أن يرد الأسرى المسلمين.

## ثورة فيمي
في عام 211هـ/826م حاول فيمي أو يوفيميوس (Euphemius) وهو قائد الإسطول البيزنطي في صقلية بإجبار راهبة على الزواج منه. وقد اثار الإمبراطور البيزنطي مايكل الثاني موجة من الغضب وأمر حاكم الجزيرة قسطنطين بإنهاء حالة الزواج تلك وقطع أنف فيمي، فثار فيمي فسار في مراكبه إلى صقلية، واستولى على مدينة سرقوسة، فسار إليه قسطنطين فالتقوا واقتتلوا فانهزم قسطنطين إلى مدينة قطانية، فسير إليه فيمي جيشًا فهرب منهم، فأخذ وقتل، وخوطب فيمي بالملك، واستعمل على ناحية من الجزيرة رجلاً اسمه بالطة، فخالف على فيمي، واتفق هو وابن عم له اسمه ميخائيل، وهو والي مدينة بلرم، وجمعا عسكرًا كثيرًا فقاتلا فيمي وطرداه إلى شمال أفريقيا، واستولى بالطة على مدينة سرقوسة. فاستنجد فيمي بزيادة الله الأغلبي أمير تونس عارضا عليه الجزية مقابل جعله حاكما عليها. فأرسل زيادة الله جيش المسلمين من العرب والبربر والأندلسيون والكريت وخراسانيين بقيادة أسد بن الفرات.

## حكم الإمارة
تولى حكم الجزيرة كلا من الأغالبة من تونس ثم الفاطميين من مصر. وقد استفاد البيزنطيين من فترة خلافات بين المسلمين فاحتلوا الطرف الشرقي من الجزيرة ولعدة سنوات. بعد إقماع ثورة بالجزيرة بواسطة الخليفة المنصور بالله الفاطمي عين حسن الكلبي كأمير على صقلية 363-342هـ/948-954م، وقد نجح بالسيطرة على ثورات البيزنطيين بالجزيرة وانشاء سلالة بني كلب الحاكمة بها. وغزا جنوب إيطاليا واستمر حكم تلك الأسرة لمدة قرن من الزمان، وفي عام 372هـ/982م غزا أبو القاسم بجيشه جنوب إيطاليا والتحم مع جيش أوتو الثاني إمبراطور الإمبراطورية الرومانية المقدسة فهزمه بالقرب من كروتوني في كالابريا ولكنه قتل بالمعركة.
بفترة حكم الأمير يوسف الكلبي 379-387هـ/ 990-998م بدأ فترة الإضمحلال. فحكم أحمد الأكحل بن يوسف (410-427هـ / 1019-1037) مما بدأت المشاكل تطفو خاصة مع باقي الأسرة الحاكمة بتحالفاته مع البيزنطيون والزيريون. وماأن استلم الأمير الحسن الصمصام حتى أطلق إمارة بنو الصمصام إلا أنه في اخر عهد الدولة جرى اختلاف بين أهل الجزيرة وتشتتت إلى دويلات مختلفة.
وقد قسم العرب الجزيرة إلى ثلاث مناطق أساسية: إقليم وادي المزارة (أو مازر) الواقعة في الغرب وقد انتشر فيها الإسلام إلى حد كبير عندما غير السكان دينهم المسيحي واعتنقوا الإسلام. وإقليم وادي دي نوتو (نوطس) في الجنوب الشرقي، وإقليم وادي ديمونا (دمنش) في الشمال الشرقي حيث بقيت أقلية مسيحية معتصمة في أعالي الجبال. ومن هناك كانت تقود المقاومة ضد المسلمين. وكانت مقاومة على هيئة فدائيين أو مغاوير. ومعلوم أن الجبال الوعرة تساعد على هذا النوع من المقاومة.

## صقلية في الفترة الإسلامية
دشن العرب هناك سياسة الإصلاح الزراعي مما أعطى زيادة بالإنتاج الزراعي، وشجعوا بتقوية المشاريع الصغيرة، كالملكيات الفردية للمزارعين، ورغبوا بتقوية سوق العقار. وطوروا أيضا نظام الري وحسنوه، وشجعوا السكان المحليين على زرع الحمضيات التي لم تكن معروفة في تلك البلاد مثل البرتقال والليمون والفستق وقصب السكر. كما أدخلوا إلى هناك زراعة القطن، وشجر التوت. وكان هذا الأخير يستخدم من أجل تربية دودة القز والحصول على الحرير. كما أدخلوا إلى صقلية شجرة النخيل لأول مرة وكذلك زراعة البطيخ الأحمر والأصفر.
وبما أن هذه الزراعات الجديدة كانت تتطلب الكثير من الماء. ولذلك استخدم المسلمون نظام الريّ الروماني بعد أن أدخلوا عليه تحسينات كبيرة. فقد أضافوا النواعير والقناطر وأشياء أخرى. وبالتالي فالمسلمون لم يكونوا فقط ناقلين للحضارة وإنما كانوا صانعين لها ومضيفين إليها أيضا.
حسن المسلمون أيضا تقنيات استخراج المعادن من الأرض كالكبريت، والرصاص، والفضة الخ. وراحوا يعلمون الناس كيف يمكن أن يستخرجوا الملح من ماء البحر، وكيف يصطادون السمك بكل أنواعه. زار ابن حوقل مدينة باليرمو ووصفها عام 950م، حيث يوجد حي مسور يسمى القصر وهو بوسط المدينة إلى اليوم، وكذلك الجامع الكبير الذي حول إلى كاثدرائية، وأيضا حي الخالصة أو كالسا الذي به قصر السلطان ومكاتب الدولة والسجن الخاص. وقد عد ابن حوقل 7,000 جزار يعملون في 150 محل جزارة.
وزار المنطقة أيضا الجغرافي ابن جبير 578هـ/1183م ووصف أحياء القصر والخالصة «العاصمة التي تحتوي على القوة والثروة. ويوجد بها كل الجمال الحقيقي والخيال الذي يتمناه المرء. آثار النعمة والجاه تزدان بها الميادين والريف، الشوارع والطرق العامة فسيحة، جمال الطبيعة تبهر الأبصار. إنها مدينة العجائب، البيوت شبيهة ببيوت قرطبة، مبنية من حجر الجير، تيار دائم من الماء يأتي من الينابيع الأربع يمر خلال المدينة. والمساجد الكثيرة بحيث لايمكن عدها. ومعظمها يوجد بها مدارس. العيون تمتلأ بالجاه والعز.»
بدأ المسلمون الإصلاح الزراعي في الجزيرة والذي بدوره رفع الإنتاج وشجع نمو الحيازات الصغيرة وتراجعت سيطرة العقارات الكبرى. كما طوروا نظم الري. قدم ابن حوقل وهو من التجار المسلمين وصفاً لباليرمو عندما زار صقلية عام 950. يوجد حي تحيط به الأسوار يدعى (ال-كاسر) «القصر» وهو مركز باليرمو حتى يومنا هذا، مع مسجد الجمعة الكبير في موقع الكاتدرائية الرومانية اللاحقة. أما حي (كالسا) «الخالصة» فضم قصر السلطان والحمامات ومسجداً ومكاتب الحكومة والسجن الخاص. كما سجل ابن حوقل وجود 7,000 جزار يتاجرون في 150 محلاً تجارياً.
طوال هذه الحقبة، استمرت ثورات الصقليين البيزنطيين وخصوصاً في الشرق كما أعيد احتلال أجزاء من الجزيرة قبل أن يقضى على الثورات. جلبت السلع الزراعية مثل البرتقال الليمون والفستق وقصب السكر إلى صقلية.

## السقوط
سمح للمسيحيين الأصليين حرية الدين كونهم من أهل الذمة لكن وجب عليهم دفع الجزية كما كانت هناك قيود على وظائفهم ولباسهم والقدرة على المشاركة في الشؤون العامة. بدأت إمارة صقلية بالتفتت نتيجة صراعات داخل الأسرة الحاكمة. خلال ذاك الوقت كانت هناك أيضاً أقلية يهودية في الجزيرة.
بحلول القرن الحادي عشر، استأجرت القوى الرئيسية الموجودة في البر الإيطالي الجنوبي مرتزقة من النورمان الذين استولوا على صقلية من المسلمين تحت قيادة روجر الأول. بعد السيطرة على بوليا وكالابريا نجح في احتلال ميسينا بجيش قوامه 700 فارس. في عام 1068 انتصر روجر في ميسيلميري لكن المعركة الحاسمة كانت حصار باليرمو والتي أدت عام 1072 إلى سقوط صقلية تحت سيطرة النورمان.
تعرضت جنوب إيطاليا لهجمة شرسة من المرتزقة النورمان، وهم السلالة المسيحية من الفايكنج، وكانوا بقيادة الملك روجر الأول الذي أخذ الجزيرة من المسلمين. روبرت جيسكارد النورماندي غزا الجزيرة عام 1060، وقد كانت منقسمة إلى ثلاث إمارات إسلامية مما ساعد على تقوية المسيحيين أمام المسلمين. فبعد أن احتل روجر الأول بوليا وكالابريا بجنوب إيطاليا ثم من أخذ ميسينا ب700 فارس. ثم هزم المسلمين في ميسلميري بالقرب من باليرمو عام 1068، ولكن تبقى المعركة الحاسمة وهي حصار باليرمو والتي أدى سقوطها إلى سقوط كامل الجزيرة بيد النورمان عام 1091. وبعد أن تمت له السيطرة على الجزيرة أزاح منها حاكمها المحلي وهو يوسف بن عبد الله من الحكم ولكن تم ذلك من خلال احترام العادات العربية.
خسارة تلك المدن مع يعتبر ضربة قوية لهيمنة المسلمين على الجزيرة، وإن بقيت بعض المدن تحت الحكم الإسلامي مثل إنا التي ظلت تحت حكم ابن الحواس ولفترة طويلة. ولكن خليفته قد استسلم وتحول إلى الديانة المسيحية عام 1087. فأعطيت له الألقاب المسيحية وانتقل مع أهله إلى اقطاعية في كالابريا كان قد اعطاها له روجر الأول. في عام 1091 سقطت كل من بوتيرا ونوتو في أقصى الجنوب من صقلية ثم جزيرة مالطا آخر معاقل المسلمين بيد النورمان. وبنهاية القرن الحادي عشر ضعفت هيمنة المسلمين على البحر المتوسط.